# Hysteromorpha triloba
Hysteromorpha triloba är en plattmaskart. Hysteromorpha triloba ingår i släktet Hysteromorpha och familjen Diplostomatidae. Inga underarter finns listade i Catalogue of Life.